# Муравьёво (Старорусский район)
Муравьёво — деревня в Старорусском районе Новгородской области в составе Наговского сельского поселения.

## География
Находится в южной части Новгородской области на расстоянии приблизительно 6 км на запад по прямой от железнодорожного вокзала города Старая Русса.

## История
На карте 1847 года уже была обозначена. В 1908 году здесь (тогда погост в Старорусском уезде Новгородской губернии) было учтено 28 дворов.

## Население
Численность населения: 186 человек (1908 год), 58 (русские 84 %) в 2002 году, 74 в 2010.